# Abyzou
Abyzou či Abizou, Obizu, Obizuth, Obyzouth, Byzou je v evropských mýtech a mýtech Blízkého východu jméno ženského démona. Byl viněn za potraty a úmrtí dětí. V židovské tradici je spojována s Lilith, v koptském Egyptě s Alabasandrií a v byzantské s Gellou.

## Původ
A.A. Barb, spojil tohoto démona s dalšími ženskými démony starých Sumerů. Její jméno, pochází buď z řeckého slova abyssos ("propast") nebo z asyrského Apsu či sumerského Abzu. Tím jí Barb spojil s prvotním mořem.

## Šalamounův testament
V Šalamounově testamentu je Abyzou (jako Obizuth) popisována jako démon s nazelenalým zářícím obličejem s rozcuchanými vlasy z hadů; zbytek jejího těla je zahalen temnotou. Šalamoun, vyvolával démony a pokládal jím otázky. Když vyvolal Abyzou, řekla, že nikdy nespí a místo toho hledá po světě rodící ženy aby mohla dítě uškrtit. Tvrdila, že zdrojem mnohem dalších utrpení, včetně způsobení hluchoty, oslepení, šílenství a bolestí těla.